# SN 2005iz
SN 2005iz – supernowa typu Ia odkryta 21 października 2005 roku w galaktyce A215216+0016. W momencie odkrycia miała maksymalną jasność 21,40m.